# 国家记者俱乐部 (美国)
国家新闻俱乐部（英語：National Press Club），是美國一个专业组织和面向记者和传播专业人士的社会团体。它位于华盛顿哥伦比亚特区，举办公共和私人聚会，并邀请了来自公共生活的演讲者。俱乐部还为外部团体提供活动空间，以举办商务会议，新闻发布会，行业聚会和社交活动。1950年1月12日，美国国务卿迪安·艾奇逊在國家記者俱樂部的演講中提及「美國太平洋防線」不包括朝鮮半島及台灣、美國不會為保護這些地方而採取軍事行動（艾奇逊防线）。